# 宮城県築館高等学校一迫商業キャンパス
宮城県築館高等学校一迫商業キャンパス（みやぎけんつきだてこうとうがっこう いちはさましょうぎょうきゃんぱす、英称:Miyagi Prefectural Tsukidate High School Ichihasama Commercial Campus）は、宮城県栗原市一迫にある県立高等学校のキャンパスである。
通称は「一商」（いちしょう）。

## 沿革

### 年表
公式サイトによれば以下の通り。
| 年号               | 沿革                                                                             |
| ------------------ | -------------------------------------------------------------------------------- |
| 1925年（大正13年） | 一迫町立一迫実科女学校創立。                                                     |
| 1904年（昭和37年） | 宮城県築館高等学校に定時制課程を併設 一迫分校（一迫、金田、高清水分校） 。       |
| 1904年（昭和37年） | 宮城県築館女子高等学校は長崎分校を設置 。                                        |
| 1919年（昭和8年）  | 一迫・金田・長崎の三分校を名目統合し「宮城県築館高等学校一迫町分校」と改称。     |
| 1948年（昭和23年） | 宮城県築館高等学校一迫分校と改称する。                                           |
| 2005年（昭和17年） | -全日制課程に移行 普通科商業コース１学年定員４８名。                             |
| 2007年（平成19年） | 創立４０周年記念芸術鑑賞会。                                                     |
| 2025年（令和7年）  | 宮城県築館高等学校の分校化となり、『宮城県築館高等学校一迫商業キャンパス』と改称 |

## 概要・特色
公式サイトによれば以下の通り。

## 教育目標
教育基本法及び学校教育法に定められた高等学校教育の目的並びに目標を達成するために本校として次の目標を定める。

## 基礎データ

### 校風
- 自由な校風の学校である。

### 校訓
- 「誠実」
- 「自立」
- 「奉仕」

### 校歌
- 作詞は宮耕二。作曲は小松清

### 象徴

#### 校章
公式サイトによれば以下の通り。

### 通称
- 通常は「一商」（いちしょう）の通称で呼ばれている。

### 服装
- 男女ともブレザー。

### 兄弟校
- 兄弟校：宮城県古川高等学校
- 兄弟校：宮城県築館高等学校

## キャンパス構成
- グラウンドやテニスコート3面、弓道場、体育館、プール施設などがある。校舎、家庭科棟などに分かれる。他には、同窓会館である栗峰会館や運動部室棟、文化部室棟などが設置されている。

## 周辺環境
- キャンパス南側には栗原中央病院などがある。

## 設置学科
- 全日制課程　
  - 流通経済科
  - 情報処理科

## 年間学校行事
3学期制
| 一学期 | 4月  | 入学式、始業式、新任式、応援練習、PTA総会、対面式、 |
| 一学期 | 5月  | 栗原地区総体、面談週間、運動会                      |
| 一学期 | 6月  | 避難訓練、県高校総体、第1期考査、生徒総会           |
| 一学期 | 7月  | 全校集会、保護者面談                                |
| 一学期 | 8月  | 全校集会                                            |
| 二学期 | 9月  | 第2学期中間考査、2学期始業式                        |
| 二学期 | 10月 | 芸術鑑賞会、面談週間、石楠花祭（文化祭）            |
| 二学期 | 11月 | 避難訓練・防災教室、第2学期期末考査                 |
| 二学期 | 12月 | 2年修学旅行、全校集会                               |
| 三学期 | 1月  | 全校集会                                            |
| 三学期 | 2月  | 前期高校入試、学期末考査、同窓会入会式              |
| 三学期 | 3月  | 卒業式、後期高校入試、修業式、                      |

## 生徒会活動・部活動
生徒会活動
通常の生徒会活動は生徒会執行部が行う。行事活動には別に有志による運営委員会を発足させ、立案から実行までを行う。生徒会誌の発行。ごみゼロ運動。
- 運動部
  - 陸上部
  - 剣道部
  - 弓道部
  - 柔道部
  - ソフトテニス部
  - バレーボール部
  - バスケットボール部
  - トレーニング部

- 文化部
  - ワープロ部
  - 商業研究部
  - 美術部
  - eスポーツ部

- 専門委員会
  - 代議委員会
  - JRC委員会
  - 福祉委員会
  - 図書視聴覚委員会
  - 石楠花祭実行委員会
  - 運動会実行委員会
  - 交通委員会
  - 修学旅行委員会（2年生）

### 記録
- 2005年 - 硬式野球部が2005年に「21世紀枠」選抜大会で甲子園に出場し1回戦で修徳高に5-2で快勝し初勝利も挙げ宮城の強豪校の一つであった。しかし、2010年度に普通科の全県1学区制の導入や同校を甲子園に導いた監督の熊谷貞男が2016年3月に退職したことなどもあり、最盛期は50人以上いた部員も減少し、2018年以降は近隣校との連合チームで大会に参加し、2020年夏に最後の二人の部員が引退後は部員が不在の状態が続き、2021年12月に廃部が決定し、翌2022年春に廃部となった[5]。

## 歴代校長
| 代 | 氏名       | 就任      | 退任      | 出身校 |
| -- | ---------- | --------- | --------- | ------ |
| 1  | 菊田仁     | 昭和.48.4 | 昭和52.3  |        |
| 2  | 大床常治   | 昭和.52.4 | 昭和55.3  |        |
| 3  | 佐藤洽三   | 昭和.55.4 | 昭和57.3  |        |
| 4  | 伊東忠和   | 明治.57.4 | 昭和59.3  |        |
| 5  | 及川正六   | 昭和.59.4 | 昭和.61.3 |        |
| 6  | 氏家正     | 昭和.61.4 | 平成.元.3 |        |
| 7  | 菊地一     | 平成.元.4 | 平成.3.3  |        |
| 8  | 土生寛     | 平成.3.4  | 平成.5.3  |        |
| 9  | 阿部俊男   | 平成.5.4  | 平成.8.3  |        |
| 10 | 横山義見   | 平成.8.4  | 平成.10.3 |        |
| 11 | 長澤靖彦   | 平成.10.4 | 平成.12.3 |        |
| 12 | 庄子利也   | 平成.12.4 | 平成.14.3 |        |
| 13 | 高橋誠司   | 平成.14.4 | 平成.16.3 |        |
| 14 | 桜田輝男   | 平成.16.4 | 平成.19.3 |        |
| 15 | 大友博     | 平成.19.4 | 平成.21.3 |        |
| 16 | 小澤庸     | 平成.21.4 | 平成.23.3 |        |
| 17 | 佐藤亨     | 平成.23.4 | 平成.26.3 |        |
| 18 | 平間敏郎   | 平成.26.4 | 平成.28.3 |        |
| 19 | 長谷川律男 | 平成.28.4 | 平成.31.3 |        |
| 20 | 今野一幸   | 平成.31.4 |           |        |

## 同窓会組織
「関東在住四校合同同窓会」
毎年東京で一迫商業・築館高校・迫桜高校・岩ヶ崎高校の関東在住の卒業生による合同新年会を開催している。

## アクセス
所在地
〒987-2308　栗原市一迫真坂字町東133番地

新幹線
- 東日本旅客鉄道（JR東日本）東北新幹線一ノ関駅～くりこま高原駅（10分）
- 東日本旅客鉄道（JR東日本）東北新幹線古川駅～くりこま高原駅（10分）
- 東日本旅客鉄道（JR東日本）東北新幹線仙台駅～くりこま高原駅（20分）
- 東日本旅客鉄道（JR東日本）東北新幹線白石駅～くりこま高原駅（35分）
- 築館町バス停より栗原市民バス花山線一迫商業高校前下車